# Ustou
Ustou (en occitan Uston) est une commune française, située dans le département de l'Ariège en région Occitanie. Sur le plan historique et culturel, la commune fait partie du Couserans, pays aux racines gasconnes structuré par le cours du Salat.
Exposée à un climat de montagne, elle est drainée par l'Alet, le ruisseau de Bielle, le ruisseau Ossèse et par divers autres petits cours d'eau. Incluse dans le parc naturel régional des Pyrénées ariégeoises, la commune possède un patrimoine naturel remarquable composé de six zones naturelles d'intérêt écologique, faunistique et floristique.
Ustou est une commune rurale qui compte 259 habitants en 2022, après avoir connu un pic de population de 3 391 habitants en 1846. Ses habitants sont appelés les Ustouens ou Ustouennes.
La commune fait partie de la communauté de communes Couserans-Pyrénées et du parc naturel régional des Pyrénées ariégeoises.
Le patrimoine architectural de la commune comprend trois  immeubles protégés au titre des monuments historiques : le château de Mirabat, inscrit en 1995, le château de la Garde, inscrit en 1996, et la croix d'Ustou, inscrite en 1965.

## Géographie

### Localisation
La commune d'Ustou se trouve dans le département de l'Ariège, en région Occitanie et est frontalière avec l'Espagne (Catalogne).
Commune touristique de montagne située dans les Pyrénées centrales, en Couserans, Ustou se situe dans le canton Couserans-Est entre les vallées du Garbet (Aulus-les-Bains) et du Haut-Salat (Salau).
La route qui traverse la vallée part du Pont-de-la-Taule jusqu’au col de Latrape qui permet de rejoindre Aulus-les-Bains. Elle est traversée par les rivières l'Ossèse et l'Alet qui se jettent dans le Salat au Pont-de-la-Taule.
La commune d’Ustou qui s’étale tout le long de la vallée est composée des villages de Saint-Lizier, du Trein et de Sérac, chacun ayant son église et son cimetière, ainsi que de multiples hameaux (Escots, Bielle…). À noter que le hameau de Rouze, qui domine Couflens et la vallée du Haut-Salat, dépend de la commune d’Ustou.
La station de sports d'hiver de Guzet, la seule du Couserans, est sur le territoire de la commune.
La commune est frontalière avec l’Espagne. On peut se rendre en Espagne uniquement à pied par les ports de Marterat (2 217 m) et de Couillac (2 416 m). En 2004 a été créée la transfrontalière Ustou - Tavascan durant laquelle une course passant par le port de Marterat permet de rejoindre Ossèse à Tavascan en Espagne.
La vallée se termine par le cirque de Cagateille, deuxième cirque des Pyrénées après Gavarnie.
La mairie se trouve à Saint-Lizier d'Ustou ainsi que le monument aux morts.
Elle se situe à 34 km à vol d'oiseau de Foix, préfecture du département, à 23 km de Saint-Girons, sous-préfecture, et à 27 km de La Bastide-de-Sérou, bureau centralisateur du canton du Couserans Est dont dépend la commune depuis 2015 pour les élections départementales.
La commune fait en outre partie du bassin de vie de Saint-Girons.
Les communes les plus proches sont : 
Ercé (6,0 km), Aulus-les-Bains (6,1 km), Couflens (6,4 km), Seix (8,9 km), Oust (9,3 km), Aleu (10,4 km), Sentenac-d'Oust (11,0 km), Soueix-Rogalle (11,3 km).
Sur le plan historique et culturel, Ustou fait partie du Couserans, pays aux racines gasconnes structuré par le cours du Salat (affluent de la Garonne), que rien ne prédisposait à rejoindre les anciennes dépendances du comté de Foix.

### Communes limitrophes
| Les communes limitrophes sont Aulus-les-Bains, Couflens, Ercé, Oust, Seix et Lladorre. Les limites communales de Ustou et celles de ses communes adjacentes. | \| Seix \| Oust \| Ercé \| \| Couflens \| Ustou \| Aulus-les-Bains \| \| \| Lladorre ( Espagne) \| \| |                 |
| Seix | Oust                                                                                                  | Ercé            |
| Couflens | Ustou                                                                                                 | Aulus-les-Bains |
| | Lladorre ( Espagne)                                                                                   |                 |

### Géologie et relief
La commune est située dans les Pyrénées, une chaîne montagneuse jeune, érigée durant l'ère tertiaire (il y a 40 millions d'années environ), en même temps que les Alpes. Elle est traversée par la Faille nord-pyrénéenne, qui sépare la Zone axiale pyrénéenne (ZA) ou haute chaîne primaire de la Zone nord-pyrénéenne (ZNP), au nord. Les terrains affleurants sur le territoire communal sont constitués de roches sédimentaires et plutoniques datant pour certaines du Mésozoïque, anciennement appelé Ère secondaire, qui s'étend de −252,2 à −66,0 Ma, et pour d'autres du Paléozoïque, une ère géologique qui s'étend de −541 à −252,2 Ma. La structure détaillée des couches affleurantes est décrite dans les feuilles « n°1074 - Saint-Girons » et « n°1086 - Aulus-les-Bains » de la carte géologique harmonisée au 1/50 000ème du département de l'Ariège, et leurs notices associées,.
La superficie cadastrale de la commune publiée par l’Insee, qui sert de références dans toutes les statistiques, est de 98,34 km2,. La superficie géographique, issue de la BD Topo, composante du Référentiel à grande échelle produit par l'IGN, est quant à elle de 99,11 km2. Son relief est particulièrement escarpé puisque la dénivelée maximale atteint 2 243 mètres. L'altitude du territoire varie entre 560 m et 2 803 m.

### Hydrographie
La commune est dans le bassin versant de la Garonne, au sein du bassin hydrographique Adour-Garonne. Elle est drainée par l'Alet, le ruisseau de Bielle, l'Ossèse, Goute de Baus, Goute de Soubiernoux, Goute du Tech, le ruisseau d'Ardio, le ruisseau de Ber, le ruisseau de Fraychet, le ruisseau de Gérac, le ruisseau de Guzet, le ruisseau de Latrape, le ruisseau de Lubac, le ruisseau de Sarcenadot, et par divers petits cours d'eau, constituant un réseau hydrographique de 109 km de longueur totale,.
L'Alet, d'une longueur totale de 19,6 km, prend sa source dans la commune d'Ustou et s'écoule du sud vers le nord. Elle traverse la commune et se jette dans le Salat à Seix, après avoir traversé 3 communes.

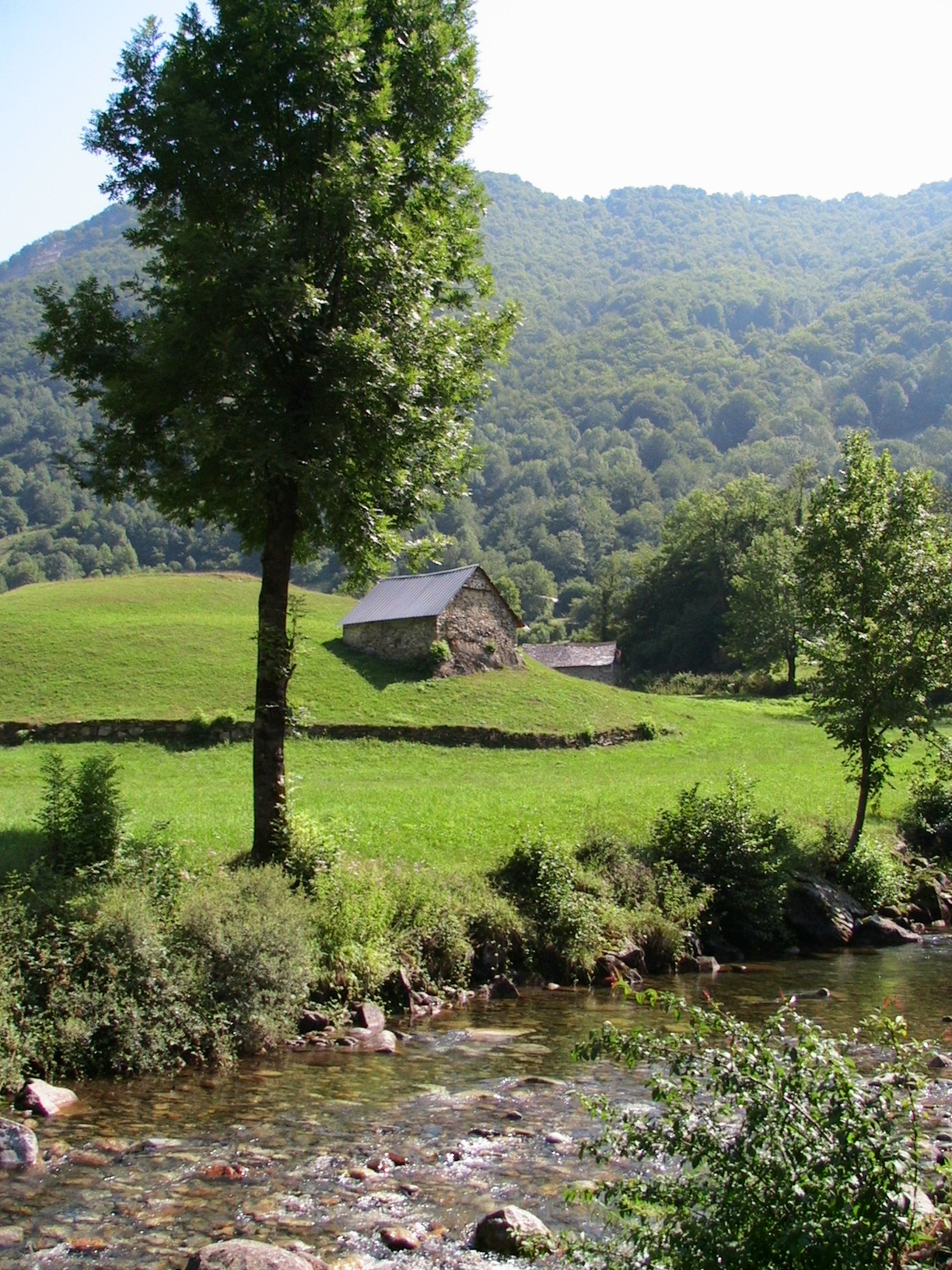
L'Alet, rivière d'Ustou.
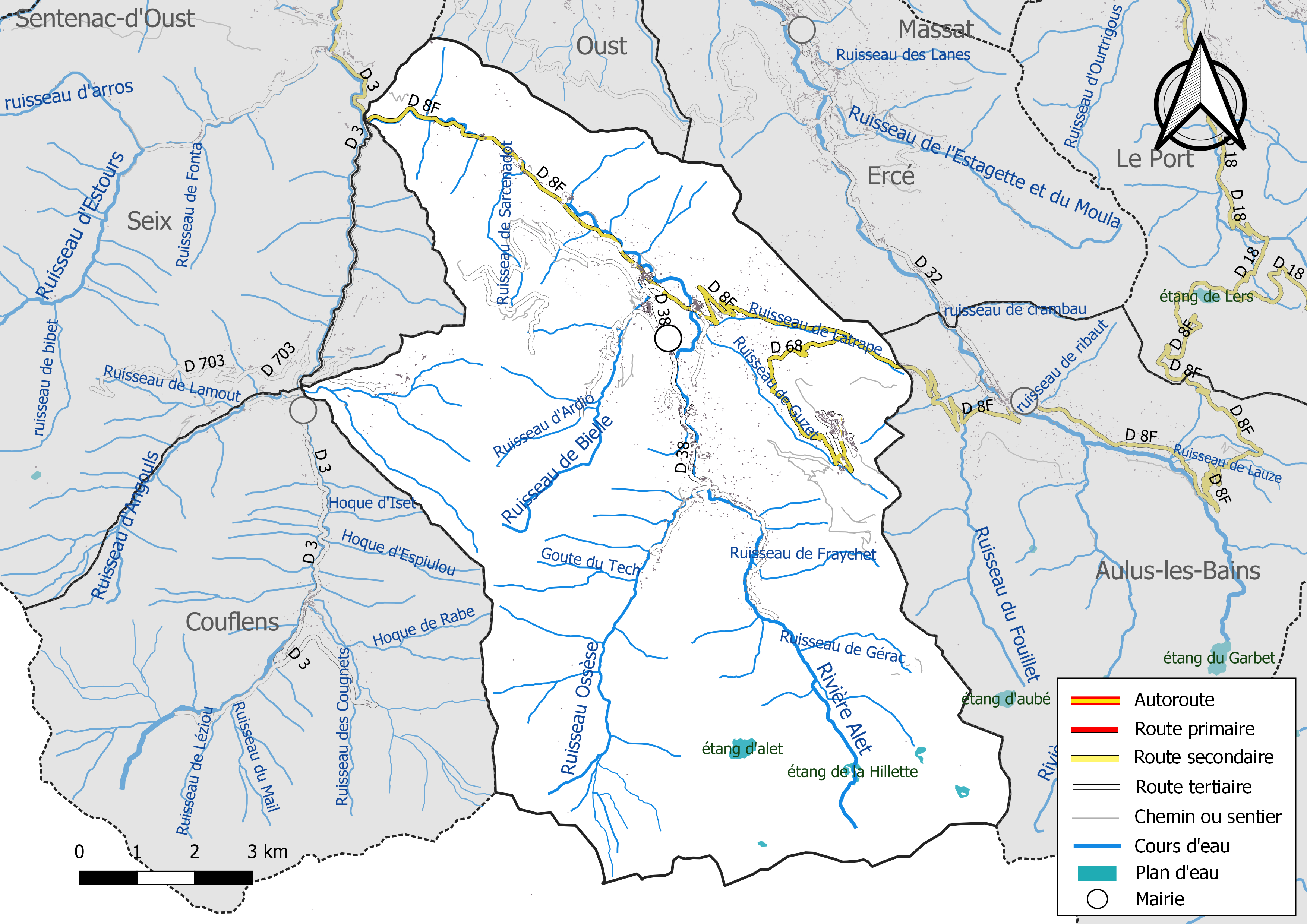
Réseaux hydrographique et routier d'Ustou.

### Climat
Pour des articles plus généraux, voir Climat de l'Occitanie et Climat de l'Ariège.
En 2010, le climat de la commune est de type climat des marges montargnardes, selon une étude s'appuyant sur une série de données couvrant la période 1971-2000. En 2020, Météo-France publie une typologie des climats de la France métropolitaine dans laquelle la commune est exposée à un climat de montagne et est dans la région climatique Pyrénées centrales, caractérisée par une pluviométrie annuelle de 1 000 à 1 200 mm.
Pour la période 1971-2000, la température annuelle moyenne est de 10,6 °C, avec une amplitude thermique annuelle de 15,2 °C. Le cumul annuel moyen de précipitations est de 1 177 mm, avec 10,3 jours de précipitations en janvier et 7,4 jours en juillet. Pour la période 1991-2020, la température moyenne annuelle observée sur la station météorologique la plus proche, située sur la commune de Val-de-Sos à 19 km à vol d'oiseau, est de 11,1 °C et le cumul annuel moyen de précipitations est de 1 175,9 mm,. Pour l'avenir, les paramètres climatiques de la commune estimés pour 2050 selon différents scénarios d'émission de gaz à effet de serre sont consultables sur un site dédié publié par Météo-France en novembre 2022.

### Milieux naturels et biodiversité

#### Espaces protégés
La protection réglementaire est le mode d’intervention le plus fort pour préserver des espaces naturels remarquables et leur biodiversité associée,.
La commune fait partie du parc naturel régional des Pyrénées ariégeoises, créé en 2009 et d'une superficie de 245 973 ha, qui s'étend sur 138 communes du département. Ce territoire unit les plus hauts sommets aux frontières de l’Andorre et de l’Espagne (la Pique d'Estats, le mont Valier, etc) et les plus hautes vallées des avants-monts, jusqu’aux plissements du Plantaurel.

#### Zones naturelles d'intérêt écologique, faunistique et floristique
L’inventaire des zones naturelles d'intérêt écologique, faunistique et floristique (ZNIEFF) a pour objectif de réaliser une couverture des zones les plus intéressantes sur le plan écologique, essentiellement dans la perspective d’améliorer la connaissance du patrimoine naturel national et de fournir aux différents décideurs un outil d’aide à la prise en compte de l’environnement dans l’aménagement du territoire.
Trois ZNIEFF de type 1 sont recensées sur la commune :
- les « bois de Mirabat, d´Oust et du Picou de Géu » (1 670 ha), couvrant 5 communes du département[30] ;
- le « massif du Pic de Certescans » (16 070 ha), couvrant 4 communes du département[31],
- la « rivière Alet et affluents » (63 ha)[32] ;

et trois ZNIEFF de type 2, : 
- le « massif du Mont Valier » (0 ha), couvrant 9 communes du département[33] ;
- les « massifs du mont Valier, du Bouirex et montagnes de Sourroque » (32 357 ha), couvrant 18 communes du département[34] ;
- les « montagnes d'Ercé, d'Oust et de Massat » (30 350 ha), couvrant 13 communes du département[35].

Carte des ZNIEFF de type 1 et 2 à Ustou.
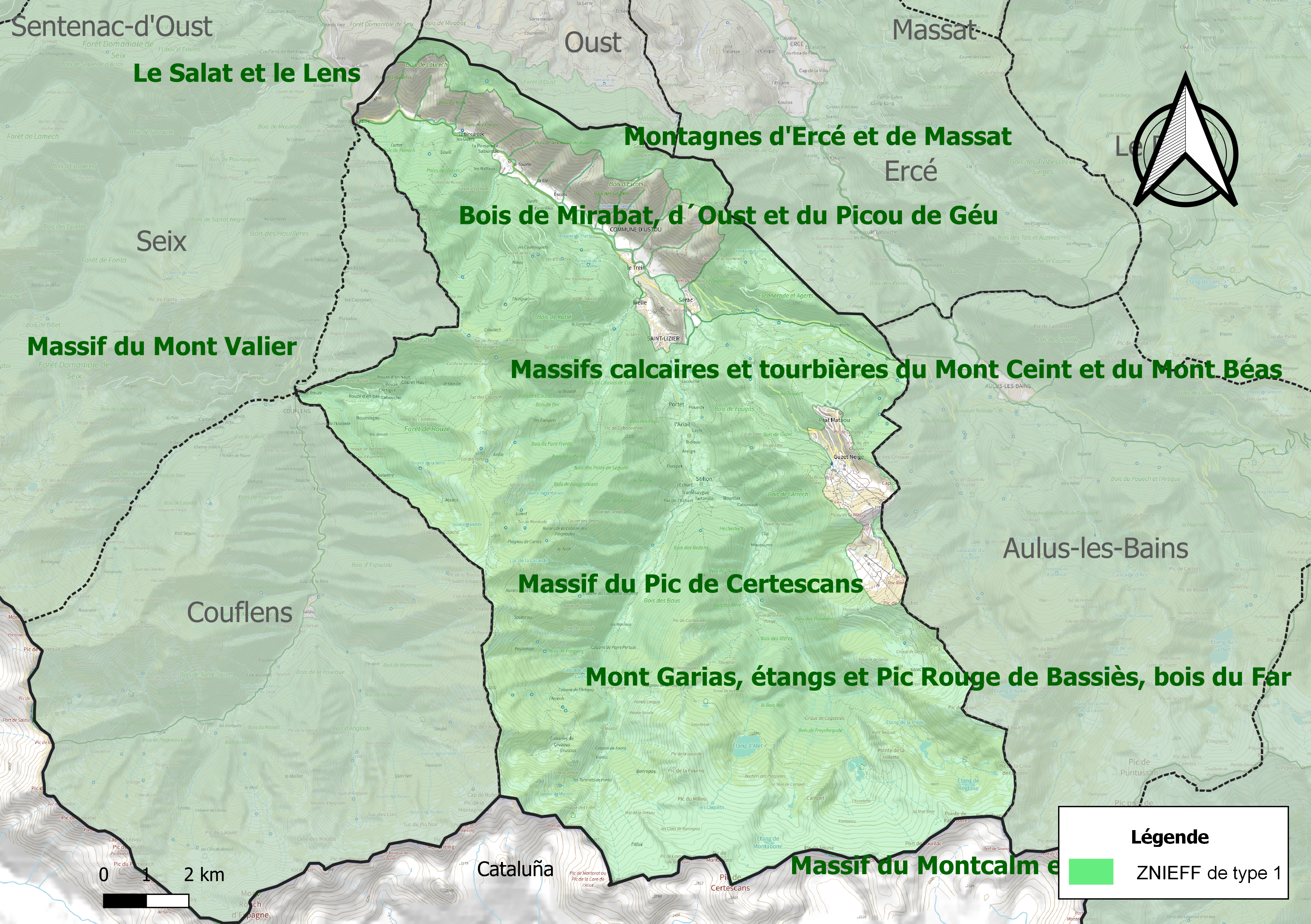
Carte des ZNIEFF de type 1 sur la commune.
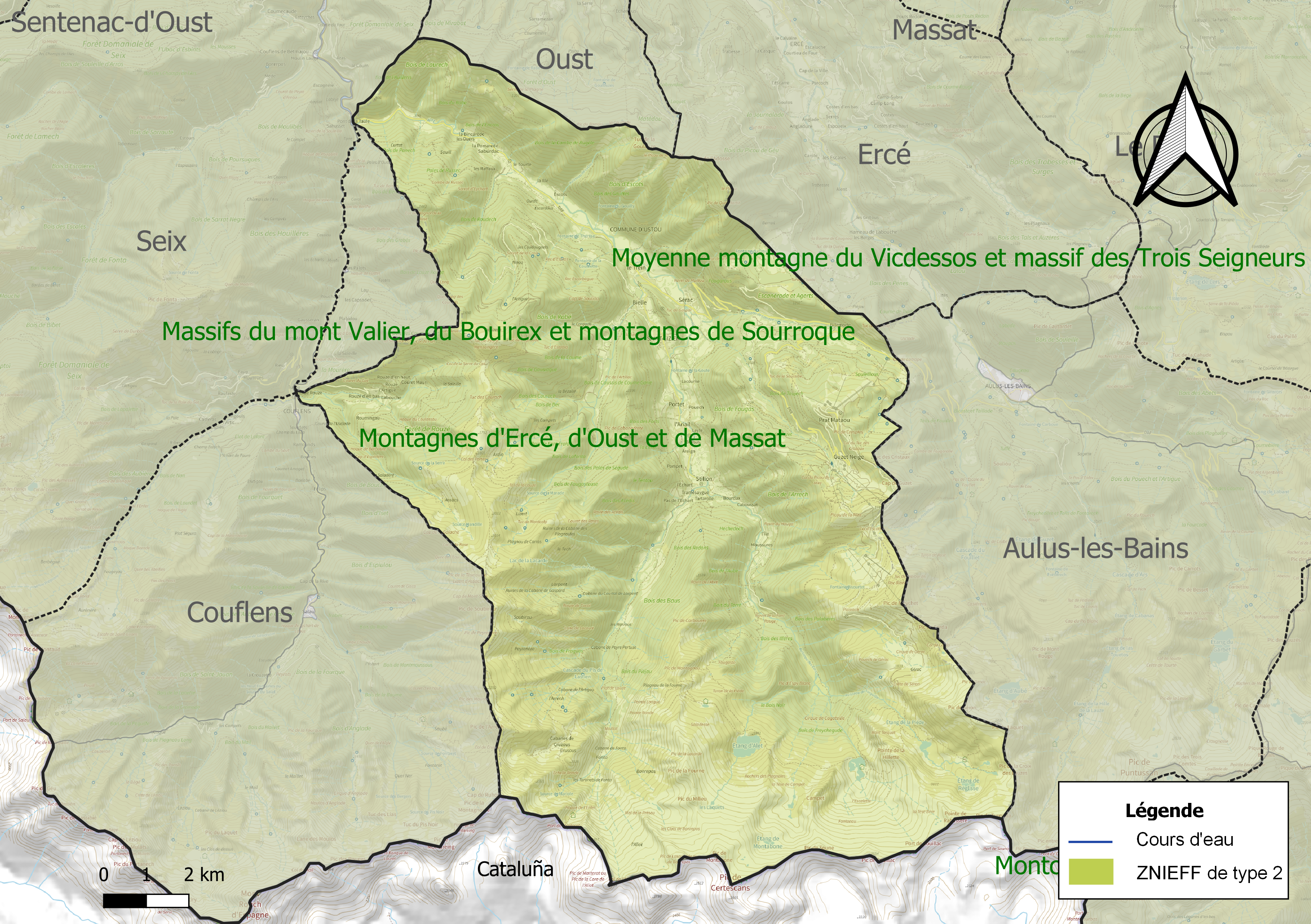
Carte des ZNIEFF de type 2 sur la commune.

## Urbanisme

### Typologie
Au 1er janvier 2024, Ustou est catégorisée commune rurale à habitat très dispersé, selon la nouvelle grille communale de densité à 7 niveaux définie par l'Insee en 2022.
Elle est située hors unité urbaine et hors attraction des villes,.

### Occupation des sols

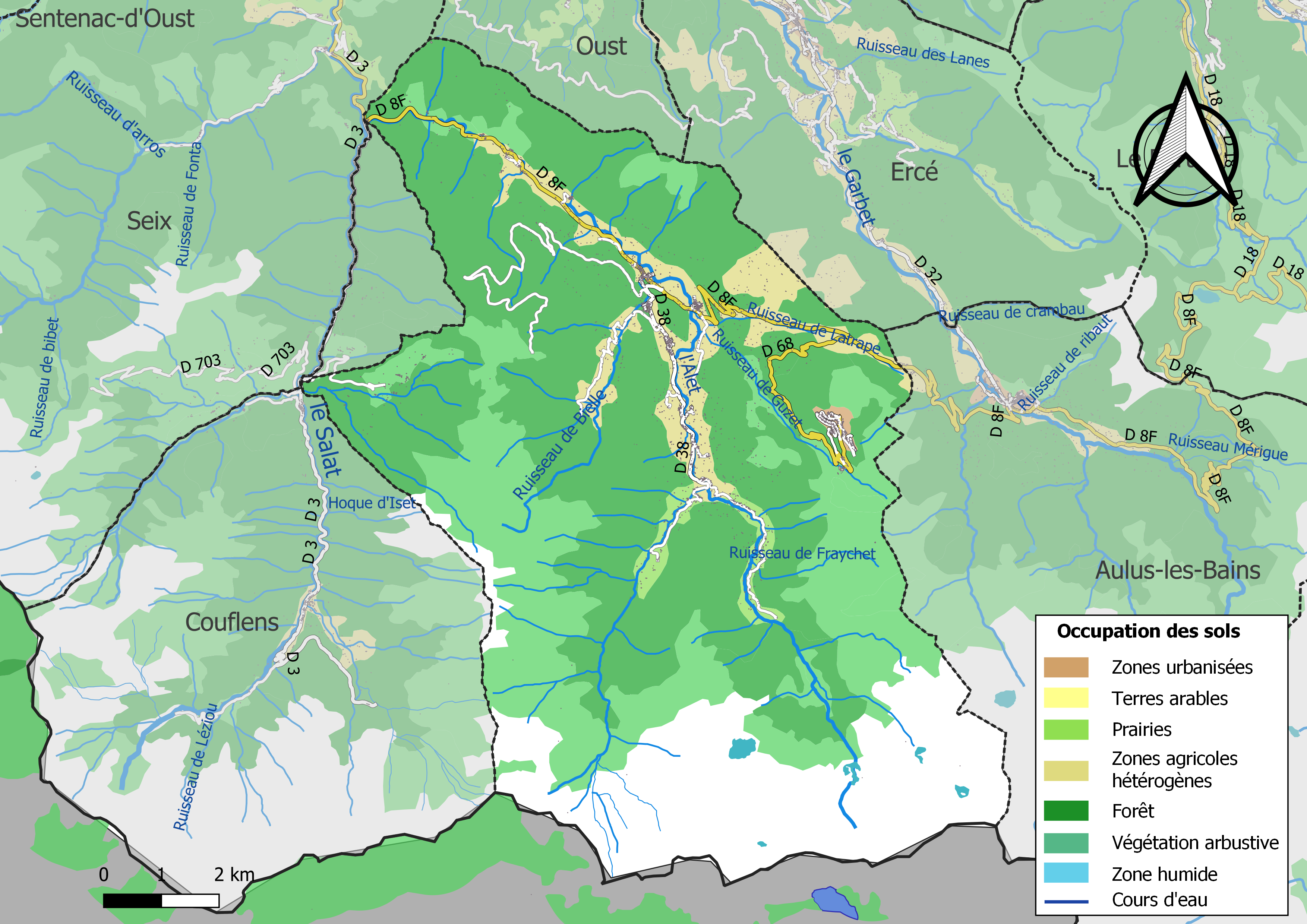
Carte des infrastructures et de l'occupation des sols de la commune en 2018 (CLC).

L'occupation des sols de la commune, telle qu'elle ressort de la base de données européenne d’occupation biophysique des sols Corine Land Cover (CLC), est marquée par l'importance des forêts et milieux semi-naturels (91,2 % en 2018), une proportion sensiblement équivalente à celle de 1990 (91,5 %). La répartition détaillée en 2018 est la suivante : 
forêts (48 %), milieux à végétation arbustive et/ou herbacée (24 %), espaces ouverts, sans ou avec peu de végétation (19,3 %), zones agricoles hétérogènes (6,9 %), prairies (1,6 %), zones urbanisées (0,3 %). L'évolution de l’occupation des sols de la commune et de ses infrastructures peut être observée sur les différentes représentations cartographiques du territoire : la carte de Cassini (XVIIIe siècle), la carte d'état-major (1820-1866) et les cartes ou photos aériennes de l'IGN pour la période actuelle (1950 à aujourd'hui).

### Risques majeurs
Le territoire de la commune d'Ustou est vulnérable à différents aléas naturels : inondations, climatiques (grand froid ou canicule), feux de forêts, mouvements de terrains, avalanche  et séisme (sismicité moyenne). Il est également exposé à un risque particulier, le risque radon,.

#### Risques naturels

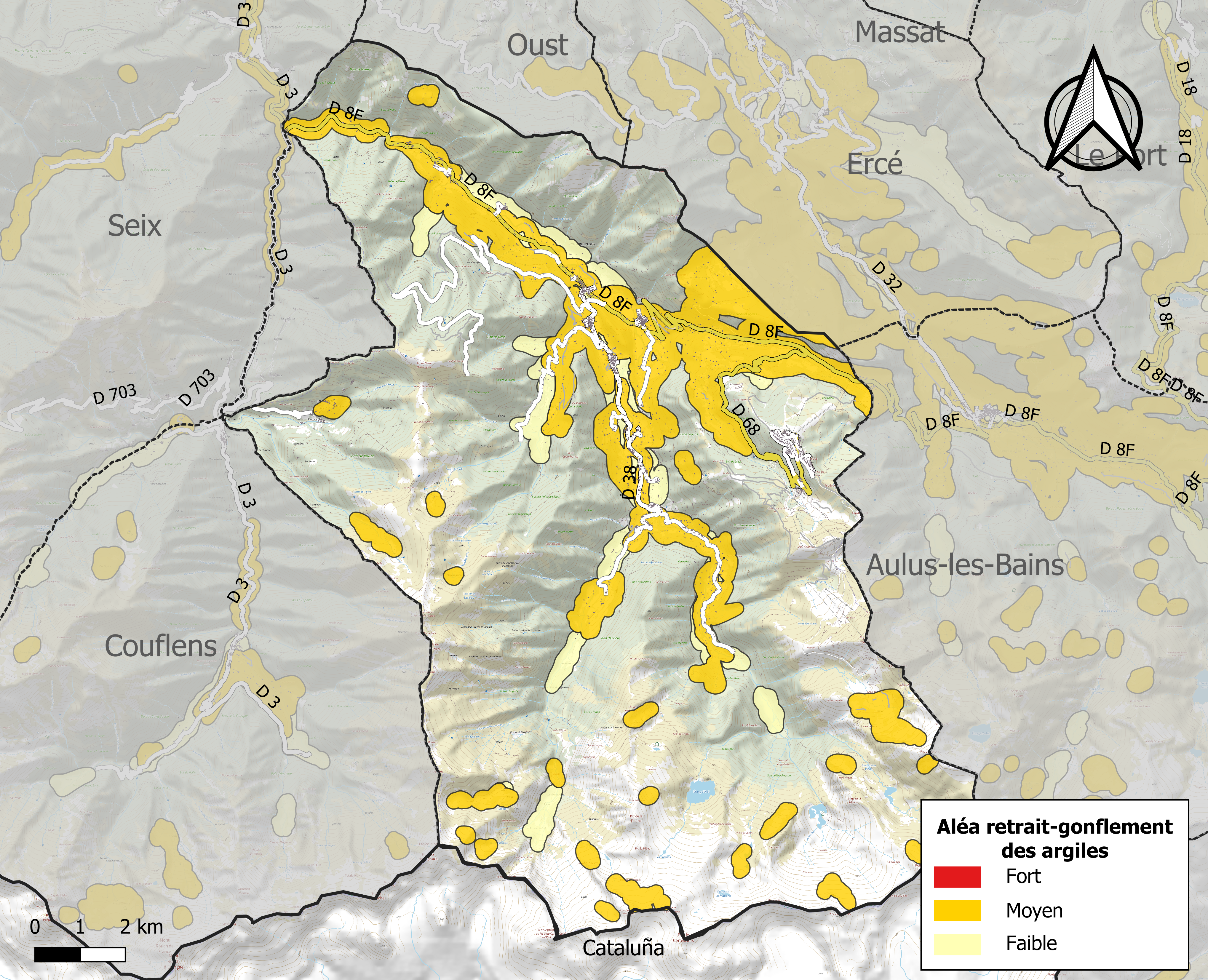
Zonage de l'aléa retrait-gonflement des argiles sur la commune d'Ustou.

Certaines parties du territoire communal sont susceptibles d’être affectées par le risque d’inondation par débordement, crue torrentielle d'un cours d'eau, l'Alet, ou ruissellement d'un versant.
Les mouvements de terrains susceptibles de se produire sur la commune sont soit des chutes de blocs, soit des glissements de terrains, soit des effondrements liés à des cavités souterraines, soit des mouvements liés au retrait-gonflement des argiles. Près de 50 % de la superficie du département est concernée par l'aléa retrait-gonflement des argiles, dont la commune d'Ustou. L'inventaire national des cavités souterraines permet par ailleurs de localiser celles situées sur la commune.
La commune est exposée au risque d'avalanche lié notamment à la pratique du ski compte tenu d’une fréquentation hivernale croissante. Un plan d’Intervention et de déclenchement des avalanches (PIDA) a en particulier été élaboré.
Ces risques naturels sont pris en compte dans l'aménagement du territoire de la commune par le biais d'un plan de prévention des risques (PPR) inondation, mouvement de terrain et avalanche approuvé le 23 septembre 2011.

#### Risque particulier
Dans plusieurs parties du territoire national, le radon, accumulé dans certains logements ou autres locaux, peut constituer une source significative d’exposition de la population aux rayonnements ionisants. Toutes les communes du département sont concernées par le risque radon à un niveau plus ou moins élevé. Selon la classification de 2018, la commune d'Ustou est classée en zone 3, à savoir zone à potentiel radon significatif.

## Histoire
Les premières traces d'occupation de la vallée datent du Néolithique : des archéologues amateurs ont signalé avoir trouvé, près de l'entrée de la grotte de Font Sainte et d'une autre anfractuosité située de l'autre côté de la rivière, des outils taillés et des ossements enfouis. Par ailleurs, plusieurs "peyros quillados" (pierres levées) sont signalées dans la vallée, ainsi que des formations de type cromlechs à de plus hautes altitudes.
La toponymie des villages révèle des influences gallo-romaines (Bielle, Sérac, Portet), pré-indo-européennes (Ariail, Alet), puis plus contemporaines (Le Trein, Escots, Pont de la Taule), indiquant une occupation humaine continue depuis au moins 2 000 ans.
De l'époque romaine, la vallée ne conserve qu'un pont (pont d'Ocques, dit "pont romain" à Saint-Lizier-d'Ustou), des monnaies vespasiennes retrouvées près du hameau de Rouze, et une stèle de marbre gravée exhumée près de la source de Font Sainte où un autel primitif devait exister avant la christianisation.
Le Moyen Âge a conservé de nombreuses mais discrètes traces, la plus secrète étant l'existence possible autour de l'an mil, d'une place forte au sommet de la colline boisée stratégiquement placée au centre de la vallée et nommée aujourd'hui "tuc de Gaspard" (voir au sommet, présence de dolmens - non authentifiés -) sobriquet qui pourrait avoir été le fruit de la transformation du terme "As pards" pour "Las pareds" (les murs). Le rôle de la vallée, passage vers l'Espagne, s'est confirmé au cours des siècles et la route vers le port de Marterat a été à la fois celle des échanges et des invasions. Aussi, plusieurs châteaux et tours à feu plus ou moins élaborés ont été édifiés pour la surveiller et transmettre des signes d'alerte à la cité de Saint-Lizier, à l'époque capitale du Couserans. À signaler notamment les belles et anciennes ruines des châteaux de la Garde, aux remparts et au donjon bien conservés), et Mirabat, dit "château de Charlemagne", l'un des plus hauts des Pyrénées françaises. À signaler également sur les points hauts, d'anciennes tours de guet aujourd'hui disparues au tuc de Peyre mensongère (la pierre messagère) et au picou de la Mire (le sommet du guet).
La vallée a été maintes fois pillée et envahie jusqu'au XVIIIe siècle où les Miquelets incendièrent le château du Trein et emmenèrent le seigneur du lieu avant de le libérer contre rançon. Plus tard, la « guerre des Demoiselles » a éclaté entre les habitants et les propriétaires qui avaient accaparé les forêts pour alimenter les forges.
La vallée compte quatre églises, datant des XVIIe et XVIIIe siècles, ayant remplacé des édifices plus anciens dont le seul encore visible est la vieille église du Trein, datée du XIIe ou XIIIe siècle au vu de sa facture romane primitive et des restes de fresques sur les murs du chœur, près des ruines du château des Pointis. De nombreuses chapelles et oratoires témoignent de la foi des habitants de la vallée. L'église de Saint-Lizier d'Ustou possède des fresques de Jean-Bernard Lalanne, peintre saint-gironnais, celle-ci représentent des moments plus ou moins romancés de la commune (tel l'évêque saint Lizier dont l'âne fut tué par l'ours..)
La vallée d’Ustou était surtout connue au XIXe siècle pour ses montreurs d’ours ainsi que ses colporteurs. Au XIXe siècle, alors que la surpopulation entraînait une pénurie de travail, le port de Marterat était traversé par les saisonniers pour aller louer leurs bras en Catalogne, notamment pour les moissons vers la Séu de Urgell et l'Alt Urgell...
Des mines ont été exploitées dans la montagne, notamment vers Ossèse, Cagateille et Carboire où le dernier puits (tungstène, plomb argentifère) a fermé en 1953.
En 1971, création au col de Latrape des premières remontées mécaniques de la station de ski de Guzet. Il avait été créé dans les années 1950/1955 l'O.U.R.S. (Olympique Ustouéens Rapid Ski) pour les pistes de "La Trappe". La station s'est progressivement développée par des modes de gestion tantôt confiés au secteur privé, tantôt au secteur public. Avec une intégration très réussie dans l'environnement, une liaison train-bus depuis Toulouse, Guzet compte aujourd'hui 40 km de pistes diverses, un dispositif de neige artificielle (canons à neige...) et des infrastructures adaptées.
En juillet et août 2014, après plus de 100 ans d'absence, le bouquetin ibérique (Capra pyrenaica victoriae) a été réintroduit par plusieurs lâchers dans les Pyrénées françaises en divers lieux et notamment à Ustou, au cirque de Cagateille. Cette année-là, ce sont 13 femelles et 9 mâles, capturés dans la Sierra de Guadarrama qui ont été lâchés, l’un d’entre eux n’a pas survécu, vraisemblablement victime d’un choc thermique.
Un jeune ours mâle a été retrouvé tué par balle le 9 juin 2020 dans le cirque de Gérac sur la commune. Le cadavre a été hélitreuillé pour expertise dans le cadre de l'enquête.

## Politique et administration

### Découpage territorial
La commune d'Ustou est membre de la communauté de communes Couserans-Pyrénées, un établissement public de coopération intercommunale (EPCI) à fiscalité propre créé le 18 novembre 2016 dont le siège est à Saint-Lizier. Ce dernier est par ailleurs membre d'autres groupements intercommunaux.
Sur le plan administratif, elle est rattachée à l'arrondissement de Saint-Girons, au département de l'Ariège, en tant que circonscription administrative de l'État, et à la région Occitanie.
Sur le plan électoral, elle dépend du canton du Couserans Est pour l'élection des conseillers départementaux, depuis le redécoupage cantonal de 2014 entré en vigueur en 2015, et de la première circonscription de l'Ariège  pour les élections législatives, depuis le redécoupage électoral de 1986.

### Liste des maires
| Période                                  | Période  | Identité      | Étiquette | Qualité |
| ---------------------------------------- | -------- | ------------- | --------- | ------- |
| 1953                                     | 1965     | Jean Itté     |           |         |
| 1965                                     | 1971     | Jacques Aulus |           |         |
| 1971                                     | 2001     | Gaby Servat   | PS        |         |
| 2001                                     | 2008     | Serge Aragon  |           |         |
| 2008                                     | En cours | Alain Servat  | PS        | Employé |
| Les données manquantes sont à compléter. |          |               |           |         |

## Démographie
| 1793  | 1800  | 1806  | 1821  | 1831  | 1836  | 1841  | 1846  | 1851  |
| ----- | ----- | ----- | ----- | ----- | ----- | ----- | ----- | ----- |
| 3 014 | 3 097 | 3 028 | 3 176 | 2 897 | 3 358 | 3 361 | 3 391 | 3 153 |

| 1856  | 1861  | 1866  | 1872  | 1876  | 1881  | 1886  | 1891  | 1896  |
| ----- | ----- | ----- | ----- | ----- | ----- | ----- | ----- | ----- |
| 3 104 | 3 035 | 3 046 | 2 836 | 2 657 | 2 524 | 2 521 | 2 409 | 2 284 |

| 1901  | 1906  | 1911  | 1921  | 1926  | 1931  | 1936  | 1946 | 1954 |
| ----- | ----- | ----- | ----- | ----- | ----- | ----- | ---- | ---- |
| 2 138 | 2 115 | 1 943 | 1 590 | 1 446 | 1 238 | 1 124 | 877  | 691  |

| 1962 | 1968 | 1975 | 1982 | 1990 | 1999 | 2004 | 2006 | 2009 |
| ---- | ---- | ---- | ---- | ---- | ---- | ---- | ---- | ---- |
| 575  | 502  | 428  | 520  | 351  | 299  | 355  | 359  | 341  |

| 2014 | 2019 | 2022 | - | - | - | - | - | - |
| ---- | ---- | ---- | - | - | - | - | - | - |
| 311  | 272  | 259  | - | - | - | - | - | - |

Très peuplée au XIXe siècle, la vallée s’est progressivement vidée de ses habitants au XXe siècle, surtout à cause de la révolution industrielle et de la Première Guerre mondiale.

## Économie

### Revenus
En 2018, la commune compte 150 ménages fiscaux, regroupant 268 personnes. La médiane du revenu disponible par unité de consommation est de 17 760 € (19 820 € dans le département).

### Emploi
| Division       | 2008  | 2013   | 2018   |
| -------------- | ----- | ------ | ------ |
| Commune        | 3,9 % | 7,3 %  | 8,8 %  |
| Département    | 8,9 % | 11,1 % | 11,2 % |
| France entière | 8,3 % | 10 %   | 10 %   |

En 2018, la population âgée de 15 à 64 ans s'élève à 156 personnes, parmi lesquelles on compte 74,3 % d'actifs (65,5 % ayant un emploi et 8,8 % de chômeurs) et 25,7 % d'inactifs,. Depuis 2008, le taux de chômage communal (au sens du recensement) des 15-64 ans est inférieur à celui de la France et du département.
La commune est hors attraction des villes,. Elle compte 137 emplois en 2018, contre 134 en 2013 et 139 en 2008. Le nombre d'actifs ayant un emploi résidant dans la commune est de 105, soit un indicateur de concentration d'emploi de 129,8 % et un taux d'activité parmi les 15 ans ou plus de 45,6 %.
Sur ces 105 actifs de 15 ans ou plus ayant un emploi, 67 travaillent dans la commune, soit 64 % des habitants. Pour se rendre au travail, 81 % des habitants utilisent un véhicule personnel ou de fonction à quatre roues, 4 % s'y rendent en deux-roues, à vélo ou à pied et 15 % n'ont pas besoin de transport (travail au domicile).

### Activités hors agriculture
62 établissements sont implantés  à Ustou au 31 décembre 2019. Le tableau ci-dessous en détaille le nombre par secteur d'activité et compare les ratios avec ceux du département,.
| Secteur d'activité                                                                                        | Commune | Commune | Département |
| Secteur d'activité                                                                                        | Nombre  | %       | %           |
| --- | ------- | ------- | ----------- |
| Ensemble                                                                                                  | 62      |         |             |
| Industrie manufacturière, industries extractives et autres                                                | 1       | 1,6 %   | (12,9 %)    |
| Construction                                                                                              | 6       | 9,7 %   | (14,2 %)    |
| Commerce de gros et de détail, transports, hébergement et restauration                                    | 26      | 41,9 %  | (27,5 %)    |
| Activités immobilières                                                                                    | 3       | 4,8 %   | (4,2 %)     |
| Activités spécialisées, scientifiques et techniques et activités de services administratifs et de soutien | 9       | 14,5 %  | (13,2 %)    |
| Administration publique, enseignement, santé humaine et action sociale                                    | 14      | 22,6 %  | (14,4 %)    |
| Autres activités de services                                                                              | 3       | 4,8 %   | (8,8 %)     |

Le secteur du commerce de gros et de détail, des transports, de l'hébergement et de la restauration est prépondérant sur la commune puisqu'il représente 41,9 % du nombre total d'établissements de la commune (26 sur les 62 entreprises implantées  à Ustou), contre 27,5 % au niveau départemental.
Les trois entreprises ayant leur siège social sur le territoire communal qui génèrent le plus de chiffre d'affaires en 2020 sont : 
- Guzet Pyrénées, téléphériques et remontées mécaniques (1 536 k€)
- SASU 264, hébergement touristique et autre hébergement de courte durée (34 k€)
- Quoi de 9, ingénierie, études techniques (3 k€)

### Agriculture
La commune fait partie de la petite région agricole dénommée « Région pyrénéenne ». En 2010, l'orientation technico-économique de l'agriculture  sur la commune est l'élevage d'ovins et de caprins.
|                                   | 1988 | 2000 | 2010 |
| --------------------------------- | ---- | ---- | ---- |
| Exploitations                     | 35   | 24   | 19   |
| Superficie agricole utilisée (ha) | 563  | 666  | 456  |

Le nombre d'exploitations agricoles en activité et ayant leur siège dans la commune est passé de 35 lors du recensement agricole de 1988 à 24 en 2000 puis à 19 en 2010, soit une baisse de 46 % en 22 ans. Le même mouvement est observé à l'échelle du département qui a perdu pendant cette période 48 % de ses exploitations. La surface agricole utilisée sur la commune a également diminué, passant de 563 ha en 1988 à 456 ha en 2010. Parallèlement la surface agricole utilisée moyenne par exploitation a augmenté, passant de 16 à 24 ha.

## Culture locale et patrimoine

### Lieux et monuments
Tous deux inscrits à l'inventaire des monuments historiques, le château de Mirabat et en contrebas le château de la Garde étaient d'anciens postes de garde élevés pour prévenir des invasions.
- De nombreuses randonnées sont possibles dans la vallée, entre autres vers l'étang de la Hillette, le cirque de Cagateille, le port de Marterat ou le GR 10 qui traverse la vallée.
- Église de la Nativité-de-la-Sainte-Vierge du Trein[61].
- Église Notre-Dame-de-l'Assomption de Sérac[61].
- Église Saint-Lizier de Saint-Lizier[61].(fresques J.B.Lalanne peintre St Gironnais)
- Chapelle de Trein d'Ustou[62].
- Château de la Coste, en ruine, au Trein d'Ustou[63].
- Chapelle du Pont d'Oque de Saint-Lizier[64].
- Chapelle Saint-Lizier de la Bincarède[65].
- Chapelle Saint-Pierre du Trein[66].

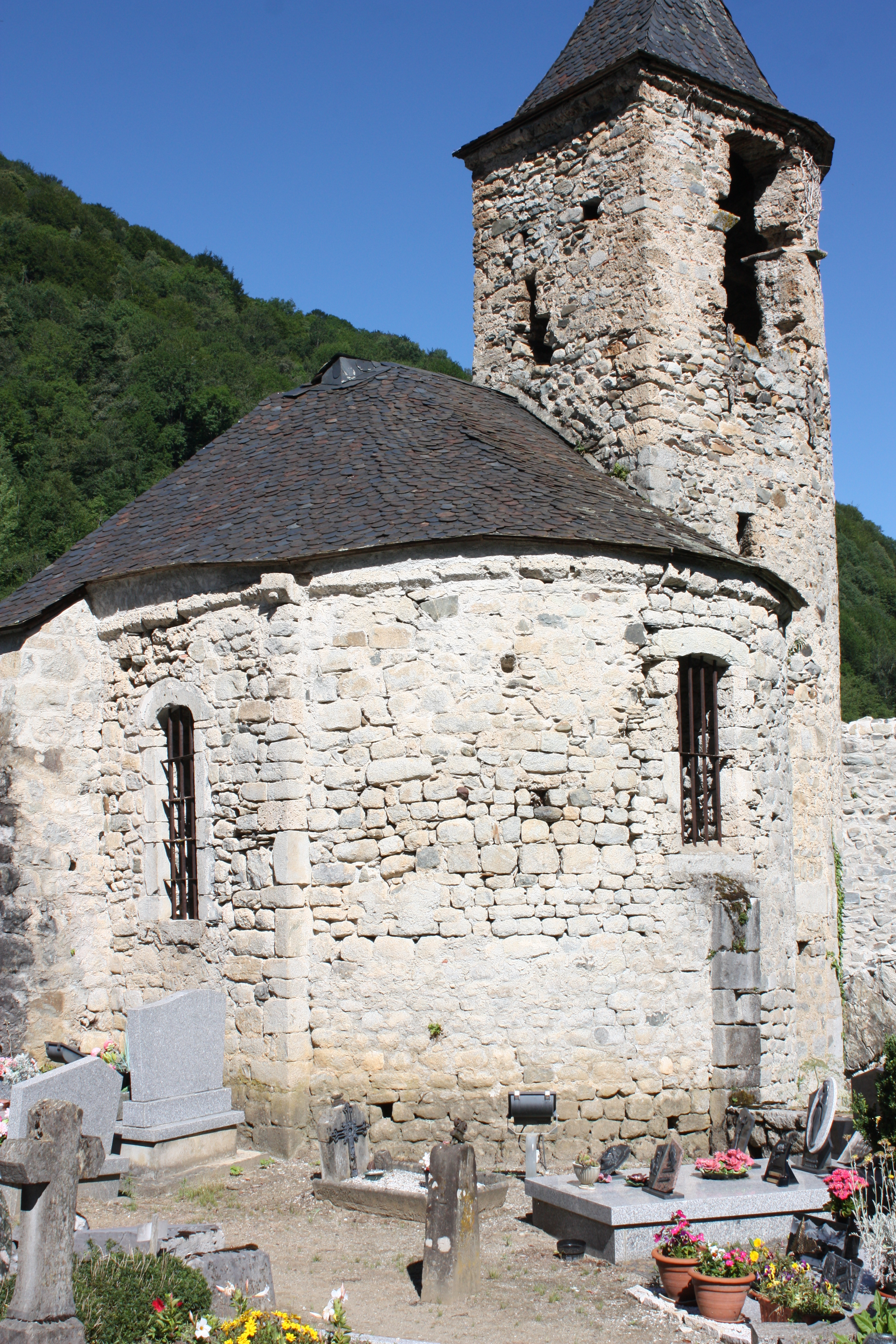
Chapelle de Trein d'Ustou.
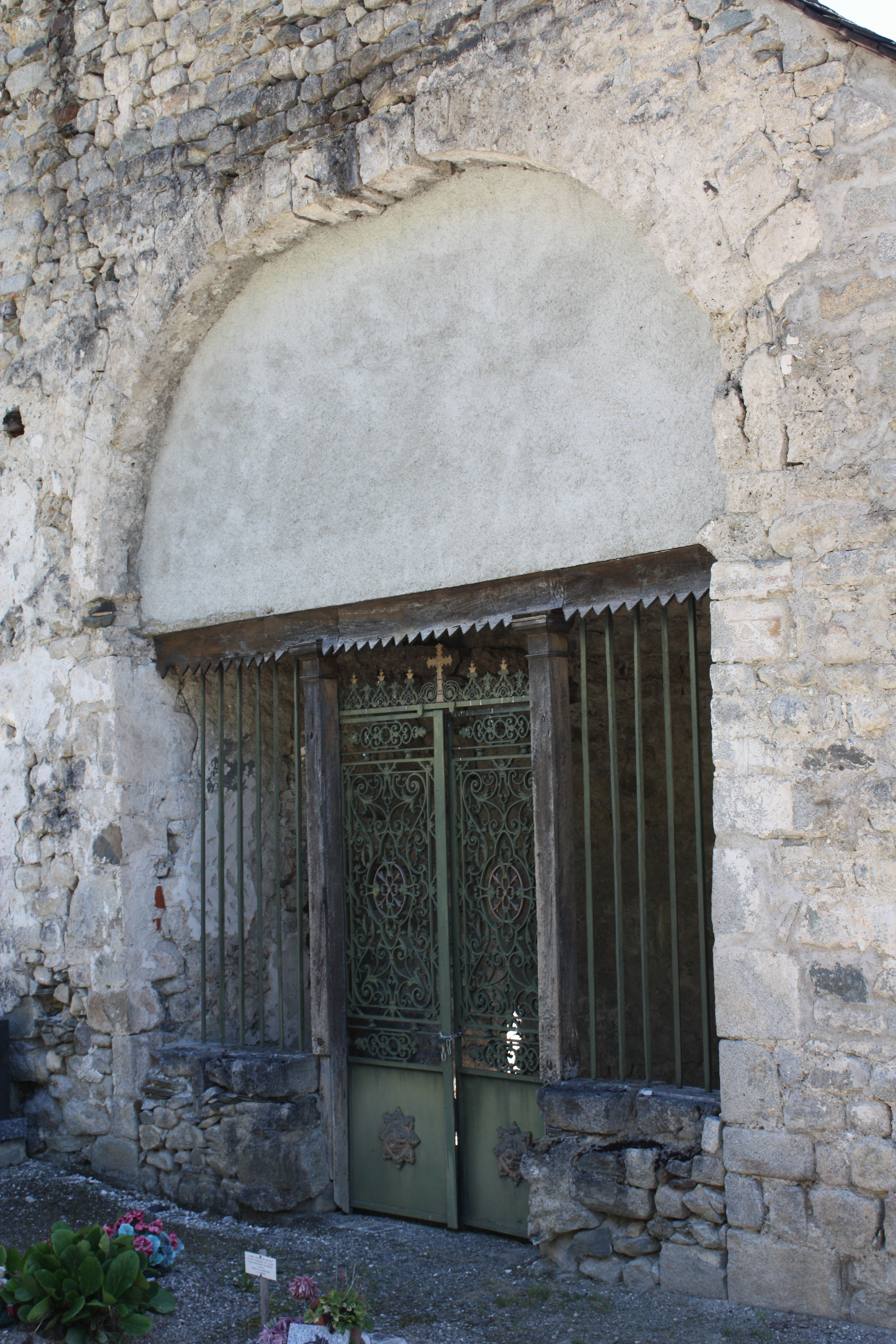
Portail de la chapelle de Trein d'Ustou.

### Sports
- La commune est dotée de panneaux de basket 3x3 au Trein d'Ustou avec un nouvel ensemble sportif depuis 2023.
- Les clubs de rugby à XV les plus proches sont basés à Castillon-en-Couserans et Seix tous unis au niveau éducatif à l'école de rugby basée à Saint Girons.

### Personnalités liées à la commune
- Michel Faur (1758-1797), imprimeur en Mayenne durant la Révolution.
- Hippolyte Cazaux (1770-1846), né à Ustou, colonel de la Révolution et de l'Empire.